# Brigitte Hauser-Süess
Brigitte Hauser-Süess (* 24. September 1954 in Luzern) ist eine Schweizer Politikerin. Sie war Präsidentin der CVP-Frauen (heute Die Mitte) und arbeitete für drei Bundesrätinnen, zuletzt als persönliche Mitarbeiterin von Bundesrätin Viola Amherd.

## Leben
Brigitte Hauser-Süess wuchs im Kanton Luzern auf, besuchte die Töchter-Handelsschule und kam mit 20 Jahren in den Kanton Wallis. Hier heiratete sie den Ex-Langläufer Edi Hauser, Bronzemedaille-Gewinner bei den Olympischen Winterspielen 1972, und arbeitete als Sekretärin. Ausserdem unterrichtete sie Bürofächer an den Mittelschulen in Brig. In die Politik stieg sie ein, als ihr Sohn in die Schule kam.
Hauser-Süess war die erste Frau an der Spitze der CVP Oberwallis und übernahm 1991 das Präsidium der CVP-Frauen Schweiz. 1997 sprachen sich die CVP-Frauen – im Gegensatz zur Mutterpartei – für die Fristenlösung aus. Dies hatte Signalwirkung für die Annahme der Initiative im Jahr 2002. Es trug Hauser-Süess aber auch teils heftige Kritik im katholischen Kanton Wallis ein.
Als Präsidentin der CVP-Frauen Schweiz engagierte sich Hauser-Süess für die Frauenförderung in ihrer Partei. Bei der Neubesetzung eines Bundesratssitzes ihrer Partei 1999 setzte sie durch, dass die CVP zwei Frauen nominierte. Gewählt wurde die Appenzellerin Ruth Metzler. In deren Departement war Brigitte Hauser-Süess Leiterin des Informationsdienstes des Bundesamts für Migration. 2008 übernahm sie die Leitung des Informationsdienstes des Eidgenössischen Justiz- und Polizeidepartementes unter Bundesrätin Eveline Widmer-Schlumpf. 2011 folgte sie ihr in gleicher Funktion ins Eidgenössische Finanzdepartement. Nach Widmer-Schlumpfs Rücktritt per Ende 2015 war Brigitte Hauser-Süess persönliche Beraterin von Bundesrätin Doris Leuthard. Ab 2019 stand sie in gleicher Funktion Bunderätin Viola Amherd zur Seite, Ende 2024 ging sie in Pension.
Ihr Schwager ist Nicolas Perrin, welcher 2019 vom Bundesrat und auf Vorschlag Amherds zum Verwaltungsratspräsidenten des Schweizer Rüstungskonzerns RUAG MRO Holding ernannt wurde. Bei der Vergabe der Winter-Militärweltspiele 2025 sah sich Hauser-Süess mit dem Vorwurf der Vetternwirtschaft konfrontiert.